# علي كامارا
علي كامارا (بالفرنسية: Camara Aly)‏ هو لاعب كرة قدم غيني في مركز الهجوم، ولد في 8 فبراير 1986 في كوناكري في غينيا. شارك مع منتخب غينيا لكرة القدم. أما مع النوادي، فقد لعب مع شان يونايتد ونادي كالوم ستار ونادي واريورز.